# Michael Rulli

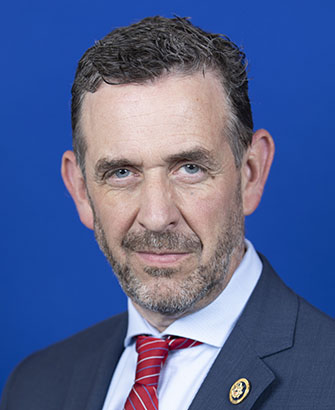
Michael Rulli, 2024

Michael A. Rulli (* 11. März 1969) ist ein US-amerikanischer Politiker der republikanischen Partei aus Ohio. Nachdem er Senator in Ohio ab 2019 war, wurde er im Juni 2024 bei einer Nachwahl im 6. Wahlbezirk zum Nachfolger von Bill Johnson als Abgeordneter in das Repräsentantenhaus der Vereinigten Staaten gewählt.

## Leben
Rulli besuchte die Poland Seminary High School, nahm am Marinenachwuchsprogramm Naval Sea Cadets teil und studierte am Emerson College. Beruflich war er dann im Unternehmen seiner Familie, den Rulli Bros. Markets tätig. Während seiner Studienzeit in Boston spielte Rulli auch in Grungeband Red Bliss. Die Band veröffentlichte 1990 und 1991 zwei Alben und eine Single.
Er ist verheiratet und lebt mit seiner Frau und zwei Kindern in Salem (Ohio).

## Politische Laufbahn
Identifizierte sich Rulli zunächst als Demokrat, wechselte er in der Folge der Terroranschläge vom 11. September 2001 zu den Republikanern.
Politisch trat er erstmals als Mitglied und Präsident des Leetonia School Board auf. 2015 wurde er Präsident des Schulausschusses.
2018 wurde Michael Rulli für den 33. Senatswahldistrikt in den Senat des Bundesstaates gewählt und 2022 wiedergewählt. Dieser Wahlbezirk umfasste Columbiana County und Mahoning County.
Nachdem Johnson im Januar 2024 zurückgetreten war, um Präsident der Youngstown State University zu werden, trat Rulli in den republikanischen Vorwahlen im März 2024 gegen zwei weitere Kandidaten an und setzte sich als Kandidat sowohl für die Wahlen für die verbleibende Legislaturperiode wie auch für die reguläre Wahl 2024 durch. Bei der allgemeinen Wahl am 11. Juni 2024 gewann er gegen den Kandidaten der Demokraten. Nachdem er mit 9,4 % Vorsprung gegen den Demokraten Michael Kripchak gewonnen hatte, trat Rulli sein Amt im Repräsentantenhaus des 118. Kongresses am 25. Juni 2024 an. Bei der Wahl im November 2024 für die volle Amtszeit im 119. Kongress trafen Rulli und Kripchak erneut aufeinander und Rulli gewann mit 66,7 % zu 33,3 %. Seine Legislaturperiode im Repräsentantenhaus des 119. Kongresses läuft noch bis zum 3. Januar 2027.

## Politische Positionen
Michael Rulli hob einen überparteilichen Standpunkt bei seiner parlamentarischen Arbeit in Ohio hervor. Er vertrat die Ansicht, dass alle Programme der Bundesregierung um 5 Prozent gekürzt werden sollten.
Er vertrat die Ansicht, dass die Schwangerschaftsabbruchfrage bei den Bundesstaaten liege. Er sei als gläubiger Katholik zwar bei der Volksabstimmung gegen ein Recht auf Schwangerschaftsabbruch in Ohio gewesen, akzeptiere aber den Wählerwillen. Bezüglich Verhütungsmitteln sei er für einen freien Zugang.
Er hielt den Schweigegeldprozess gegen Trump für einen Schauprozess.
Außenpolitisch war er der Ansicht, dass die Ukraine im Krieg mit Russland unterstützt werden sollte, aber nicht mit einem offenen Scheckbuch oder amerikanischen Bodentruppen. Auch Israel solle im Konflikt mit Hamas unterstützt werden, aber ohne direkte militärische Beteiligung der USA.